# Zinsdifferenzgeschäft
Unter Zinsdifferenzgeschäft ist allgemein im Finanzwesen die Ausnutzung der Zinsdifferenz zwischen den niedrigen Habenzinsen und den höheren Kreditzinsen durch Einsatz von Finanzprodukten zu verstehen.

## Allgemeines
Eine Zinsdifferenz besteht, wenn es im Inland einen Unterschied zwischen dem Kreditzins und den Habenzinsen bei identischer Laufzeit der zinstragenden Finanzprodukte gibt. Wenn das Zinsniveau im Inland nicht mit dem Zinsniveau einer Fremdwährung – wiederum bei identischer Laufzeit des Finanzproduktes – übereinstimmt, gibt es eine Zinsdifferenz zwischen dem Inland und dem Ausland. Diese Zinsgefälle können gewinnbringend ausgenutzt werden, doch ist dies nur Kreditinstituten erlaubt.

## Rechtsfragen
Die deutsche Nichtbank „Targetum Treuhand GmbH“ nahm  Einlagen von Privatpersonen an und verlieh diese als Kredite an Kreditnehmer, sie betrieb damit Zinsdifferenzgeschäfte. Im Juni 2018 verbot die Bankenaufsicht BaFin diese Geschäfte, weil die Gesellschaft keine Banklizenz besaß, aber das von ihr betriebene Kredit- oder Einlagengeschäft eine solche erforderte. Da die Gesellschaft diese Einlagen nicht zurückzahlen konnte, meldete sie Insolvenz an, was am 3. September 2018 ins Handelsregister eingetragen wurde. Die Gesellschaft hatte gewerblich Bankgeschäfte betrieben (Einlagengeschäft nach § 1 Abs. 1 Nr. KWG, Kreditgeschäft nach § 1 Abs. 1 Nr. 2 KWG), wozu sie eine Erlaubnis nach § 32 Abs. 1 KWG benötigt hätte.
Werden Zinsdifferenzgeschäfte durch Nichtbanken betrieben, bedürfen diese stets der Erlaubnis der BaFin, die aber regelmäßig versagt wird, weil diese Nichtbanken der Bankenaufsicht unterliegen würden und das Bankrecht zu beachten hätten. 

## Anwendungen
Das klassische Zinsdifferenzgeschäft im weiteren Sinne wird durch Kreditinstitute mit dem Kreditgeschäft und Passivgeschäft betrieben. Vor allem in der Schweiz wird dieser Begriff in dieser Form verwendet. Es besteht darin, dass Kreditinstitute Einlagen (Sicht-, Termin- und Spareinlagen) annehmen und diese gegen eine Kreditmarge als Kredite ausleihen; die Kreditmarge bildet die Zinsdifferenz zwischen Kredit- und Passivgeschäft. Werden die Laufzeiten des Passivgeschäfts im Kreditgeschäft nicht beachtet, betreiben die Institute erlaubte Fristentransformation, welche die Liquidität beeinflusst.
Im engeren Sinne versteht man unter dem Zinsdifferenzgeschäft die spekulative Ausnutzung des internationalen Zinsgefälles unter Inkaufnahme des Währungsrisikos durch Geldbeschaffung zu niedrigen Habenzinsen, um diesen Geldbetrag mit einem höheren Kreditzins auszuleihen. Dazu wird die Handelsstrategie des Currency Carry Trade eingesetzt, indem ein Fremdwährungskredit in einer niedrig verzinslichen Währung nur deshalb aufgenommen wird, um den Betrag höher verzinslich in einer anderen Währung anzulegen. Die Kreditaufnahme erfolgt in Niedrigzinsländern, die Geldanlage entsprechend in Hochzinsländern. Die Gewinnchancen oder Verlustgefahren ergeben sich aus der Zinsdifferenz und dem Währungsrisiko während der Laufzeit, wobei die Zinsdifferenz durch nachteilige Wechselkursschwankungen eliminiert werden kann.
Abgesehen vom Währungsrisiko lohnt sich die Zinsdifferenzarbitrage, wenn der Zinsaufwand {\displaystyle Z_{a}} niedriger ist als der Zinsertrag {\displaystyle Z_{e}}:
{\displaystyle Z_{a}<Z_{e}}
Um das Währungsrisiko auszuschalten, müsste das Wechselkursrisiko durch ein Sicherungsgeschäft eliminiert werden, was jedoch Transaktionskosten verursacht (Swapsatz), die im Regelfall der Zinsdifferenz entsprechen. 
Ein Beispiel für Currency Carry Trades war die seit 1995 anhaltende Aufwertung des US-Dollar gegenüber dem Yen, die Trader dazu veranlasste, Fremdwährungsschulden in Yen aufzunehmen und zum Kauf von höherverzinslichen US-$-Anleihen zu verwenden. Die Gewinnchancen endeten abrupt mit der spätestens im August 1998 einsetzenden Russlandkrise.
Die risikolose Zinsdifferenzarbitrage kombiniert die Geldanlage am Ort des höchsten Zinsertrages mit einer simultanen Kreditaufnahme gleicher Laufzeit am Ort der niedrigsten Kreditkosten. Beispielsweise lässt sich ein Arbitragegewinn zwischen dem Geldmarkt und Termingeldmarkt durch einen Devisenterminkauf bei simultanem Kauf einer Put-Option und dem Verkauf einer Call-Option erzielen.

## Wirtschaftliche Aspekte
Die von John Maynard Keynes 1923 entwickelte Zinsparitätentheorie geht davon aus, dass Marktteilnehmer von der Zinsdifferenz zwischen zwei Währungen (langfristig) nicht profitieren können. Das liegt daran, dass viele Marktteilnehmer Zinsdifferenzarbitrage betreiben (Herdenverhalten), so dass die Zinsdifferenz so lange sinkt, bis sich die Arbitrage nicht mehr lohnt.

## Abgrenzungen
Nicht verwechselt werden darf das Zinsdifferenzgeschäft mit dem Zinsgeschäft, worunter in der Bankbetriebslehre und im Bankwesen eine Produktgruppe von zinstragenden Finanzprodukten bezeichnet wird. 
Die Arbitrage bei Zinsdifferenzgeschäften ist nicht mit der Spekulation bei Currency Carry Trades zu verwechseln. Bei letzteren (die das weitaus geringere Handelsvolumen des Fremdwährungsmarktes ausmachen) kaufen und verkaufen Marktteilnehmer Währungen an verschiedenen Börsen zum selben Zeitpunkt, um (selbst minimale) Preisunterschiede auszunutzen. Wesentlich ist, dass die Händler bei Arbitrage-Geschäften die Positionen unverzüglich wieder ausgleichen (und damit keine Marktrisiken eingehen), wogegen die Spekulanten beim Currency Carry Trade während der Laufzeit des Geschäftes offene Positionen in den jeweiligen Währungen halten und damit Risiken übernehmen.